# Bathysphyraenops declivifrons
Bathysphyraenops declivifrons är en fiskart som beskrevs av Fedoryako, 1976. Bathysphyraenops declivifrons ingår i släktet Bathysphyraenops och familjen Howellidae. Inga underarter finns listade.